# ساول مارتینز
ساول مارتینز (۲۹ ژانویهٔ ۱۹۷۶) یک بازیکن فوتبال اهل هندوراس است. وی در تیم ملی فوتبال هندوراس بازی کرده است.